# Diodotus Tryphon
Diodotus, bijgenaamd Tryphon, was koning van het hellenistische Seleucidenrijk (Syrië), van 142 v.Chr. tot 138 v.Chr..
Diodotus begon zijn loopbaan als generaal van koning Demetrius I Soter, maar liep over naar de opstandeling Alexander I Balas en hielp deze bij de inname van Antiochië (150 v.Chr.). Na de ondergang van Alexander in de burgeroorlog tegen Demetrius' zoon Demetrius II Nicator, trad Diodotus op als regent van Alexanders zoon Antiochus VI Dionysus, gesteund door de Hasmonese hogepriester Jonathan, die hij overigens in 143 v.Chr. uit de weg liet ruimen.
De chaotische situatie in het Seleucidische Rijk, waar Diodotus en zijn pupil nog steeds op voet van oorlog verkeerden met Demetrius II, bood de Parthische leider Mithridates I de Grote een uitgelezen kans Medië en Babylonië te veroveren. De chaos was nu nog groter en Diodotus besteeg in 142 v.Chr. als koning de troon van de Seleuciden. In 138 v.Chr. liet hij Antiochus VI vermoorden en werd zijn rivaal Demetrius II gevangengenomen door Mithridates. Diens broer Antiochus VII Sidetes greep hierop de macht en belegerde Diodotus in Dor. Hij wist evenwel te ontkomen en pleegde zelfmoord in Apamea.